# Ostrów Mazowiecka
Ostrów Mazowiecka (udtale: [ˈɔstruf mazɔˈvʲɛt͡ska]  ( hør) er en by og en kommune (Gmina) der ligger i det østlige, centrale Polen, i den nordøstlige del af voivodskabet Masovien (Województwo mazowieckie) og har 22.013(2021) indbyggere og et areal på 22,09 km². Den er administrationsby i powiatet (amt) Ostrów Mazowiecka. 

## Historie
Ostrów blev tildelt stadsrettigheder i 1434 af hertug Bolesław 4. af Warszawa. Dens navn kommer fra det gammelpolske ord ostrowa. I 1461 blev der grundlagt en sogneskole i byen. I 1514 etablerede hertuginde Anna Radziwiłł fra Piast-slægten,   fire årlige messer og et ugentligt marked,  hvilket øgede udviklingen af Ostrów. I det 16. århundrede byggede den polske kong Sigismund 2. August  en bolig i Ostrów. Ostrów Mazowiecka lå i Masoviske voivodskab i provinsen Storpolen i Kongeriget Polens krone. 

## Galleri
- Himmelfartskirken
- Monument for Anna Radziwiłł
- Kommunalt slagteri Mensa carnifiucium
- Bypark